# Авария автобусов в Ставрополе
Авария автобусов в Ставрополе — крупное ДТП, произошедшее 10 апреля 1983 года в городе Ставрополь. В результате столкновения двух автобусов и автомобиля один из автобусов упал с моста в реку Ташла. Погибли 37 человек и 46 пострадало.

## Ход событий
10 апреля в 7 часов утра из Ташлы к Нижнему рынку по узкой и извилистой дороге попутно едут два переполненных автобуса Ikarus 260, один из которых направлялся по маршруту № 6 (госномер 26-80 ССЛ), второй по маршруту № 9 (госномер 64-63 ССЛ), измененному в связи с дорожными работами на одной из улиц маршрута. Сильная нагруженность автобусов пассажирами объяснялась тем, что люди ехали на “толкучку” — рынок, который находился на пустыре в районе Туапсинка, на углу улиц Объездная и Ракитная, на котором продавались дефицитные товары, и этот рынок работал всего лишь несколько часов - с 6 до 9 утра. 
На подъеме улицы Вавилова неопытный, недавно вышедший на линию молодой водитель ехавшего впереди «Икаруса», не смог включить первую передачу (в связи с изменением маршрута  водитель по улице Вавилова ехал впервые) и его автобус покатился вниз не останавливаясь - водитель растерялся и забыл про стояночный тормоз. Столкнувшись с ехавшим следом автомобилем ЗАЗ-968М, «Икарус» 9 маршрута еще раз сталкивается с таким же автобусом маршрута № 6, ехавшим сзади и откатывает его на мост через реку Ташла. 
Водитель автобуса №6 не пытался остановить едущий на него автобус №9, подставив свой автобус под удар, а пробовал пропустить его справа от себя, однако не учел ширины дороги и размеров автобуса, а так же не выключил вовремя заднюю передачу и не замедлил ход. «Икарус» в свою очередь пробивает ограждение моста и падает с него, частично оставшись на мосту и приняв вертикальное положение. Люди, ехавшие в упавшем автобусе стали падать вниз в заднюю часть салона, сдавливая тех, кто находился в задней части автобуса, чем и объясняется большое количество погибших.
Погибли 37 человек на месте, пострадали 46 пассажиров. Впоследствии еще 5 человек скончались в больнице.
Авария была фактически засекречена, небольшая заметка в местной газете вышла только через месяц после произошедшего.

## Последствия
Водители обоих автобусов были осуждены на 12 лет каждый. 
Уволены начальник СПАТП-1 и его заместитель по кадрам, а также начальник ГАИ Октябрьского района.
Движение по мосту через р. Ташла было закрыто, недалеко от него ускоренными темпами были проложена новая безопасная дорога и новый мост. В 2024 году на старом мосту была установлена мемориальная доска в память о погибших в аварии.
Оба автобуса после окончания следствия были списаны и утилизированы. 